# شو کامشیما
شو کامشیما (انگلیسی: Shu Kameshima؛ زادهٔ ۲۱ آوریل ۱۹۹۳) بازیکن فوتبال اهل ژاپن است.